# La Châtaigneraie
La Châtaigneraie – miejscowość i gmina we Francji, w regionie Kraj Loary, w departamencie Wandea.
Według danych na rok 1990 gminę zamieszkiwały 2904 osoby, a gęstość zaludnienia wynosiła 366 osób/km² (wśród 1504 gmin Kraju Loary La Châtaigneraie plasuje się na 173. miejscu pod względem liczby ludności, natomiast pod względem powierzchni na miejscu 1089.).